# Les amants terribles
Les amants terribles é um filme francês de 1984, gênero drama, dirigido por Danièle Dubroux.

## Resumo
O filme descreve a vida de um grupo de pessoas que vivem num hotel em Roma. Os mal-entendidos, o ciúme, as zaragatas, as reconciliações, a troca de palavras, etc.
Não é nenhuma peça de intriga, mas o filme dá a mesma visão do filme de Antonioni em Le Amiche, nomeadamente a crueldade, agudeza e ira, As personagens principais mantêm, no entanto, o seu caracter difícil, meio sincero e atraente.

## Elenco
- Stavros Kaplanidis
- Stanko Molnar
- Jean-Noël Picq
- Danièle Dubroux
- Manuela Gourary
- Anna Achdian
- Michele Placido
- Silvana Fusacchia
- Fabio Ferzetti
- Piero Vida
- Irnerio Seminatore